# Artur Bata
Artur Bata (ur. 17 września 1940 w Laskówce, zm. 13 lutego 2025) – polski historyk, archeolog i dziennikarz.

## Życiorys
Pradziadkiem Artura Baty był Tomasz Bata, założyciel firmy obuwniczej Bata.
W 1958 zdał maturę w liceum ogólnokształcącym w Kańczudze. W 1964 ukończył studia w Instytucie Archeologii Uniwersytetu Marii Curie-Skłodowskiej w Lublinie. Praca magisterska nt. Datowanie ceramiki małopolsko-naddunajskiej II połowy I tysiąclecia w świetle ostatnich badań archeologicznych. Promotorem pracy magisterskiej był prof. Aleksander Gardawski. Był członkiem kadry narodowej w biegach długodystansowych.
W latach 1965–1966 brał udział w pracach przy odnawianiu Zamku Królewskiego na Wawelu w Krakowie, a następnie był kierownikiem prac archeologicznych na zamkach w Niedzicy i Czorsztynie. W latach 1966–1969 sprawował funkcję kierownika Muzeum Regionalnego w Wiślicy, a od 1969 do 1972 był powiatowym konserwatorem zabytków w Sanoku. Misje archeologiczne w Macedonii oraz badania nad wczesnym średniowieczem.
Prezes Oficyny Wydawniczej „Apla”. Zasiadał w komitecie redakcyjnym i publikował w czasopiśmie „Materiały Muzeum Budownictwa Ludowego w Sanoku”. W latach 1972–1980 redaktor Tygodnika Regionalnego „Podkarpacie” wydawanego w Krośnie, od 1980 do 1983 dziennikarz oddziału krakowskiego Telewizji Polskiej, w latach 1995–1998 dyrektor Muzeum Okręgowego w Krośnie. Wiceprezes Towarzystwa na rzecz Rozwoju Muzeum Kultury Łemkowskiej w Zyndranowej.
Autor ponad 20 książek w tym zbiorów historycznych m.in. „Wojna o pomnik” poświęconej wydarzeniom z lat 70. XX w., jakie miały miejsce w Zyndranowej i wysadzeniu w tej wsi pomnika ku czci ofiar Talerhofu oraz „Bieszczady – Szlakiem walk z bandami UPA” i „Bieszczady w ogniu”, w której omówił zbrodnie popełnione przez ukraińskich nacjonalistów z UPA w Bieszczadach.
W cyklu dziewięciu artykułów pt. Na tropach Żubryda publikowanych na łamach krośnieńskiego tygodnika „Podkarpacie” na początku 1987 dokonał wraz z Benedyktem Gajewskim krytycznej analizy osoby kpt. Antoniego Żubryda i dowodzonego przez niego Samodzielnego Batalionu Operacyjnego NSZ „Zuch”. W publikacji pt. Bieszczady w ogniu z 1987 Artur Bata zarzucił mjr. Hieronimowi Dekutowskiemu ps. „Zapora” i kpt. Antoniemu Żubrydowi ps. „Zuch”, współdziałanie z UPA.
Został pochowany na cmentarzu komunalnym w Dynowie.

## Publikacje
- Artur Bata, Bieszczady – Szlakiem walk z bandami UPA. KAW 1984
- Artur Bata, Bieszczady w ogniu, Rzeszów 1987
- Artur Bata, Jabłonki. Miejsce śmierci generała Karola Świerczewskiego. Rzeszów 1987. Krajowa Agencja Wydawnicza. wyd.1. ss.72.
- Artur Bata, Anna Lawera, W Sędziszowie Małopolskim, gminie i okolicy. Sędziszów Małopolski 1997. ss.116
- Artur Bata, Szlakiem Bieszczadzkiej Kolejki, Krajowa Agencja Wydawnicza Rzeszów 1983 r.
- Artur Bata, Jasło i okolice, Krosno : ROKSANA, 1996. ss. 110 ISBN 83-903843-6-1
- Artur Bata, Bieszczady – Szlakiem walk z bandami UPA. KAW 1984
- Artur Bata, Brzozów i okolice, KAW 1984
- Artur Bata, Żarnowiec i okolice, KAW 1984
- Artur Bata, Sanok i okolice. Krajowa Agencja Wydawnicza, Rzeszów 1989, Roksana, Krosno 1998
- Hanna Lawera i Artur Bata, Mielec i okolice, PUW „Roksana” w Krośnie 1998 r.
- Hanna Lawera, Artur Bata, Miasto i gmina Zwierzyniec, Krosno 2001.
- Hanna Lawera, Artur Bata, Powiat Janów Lubelski, Krosno 1999.
- Hanna Lawera, Artur Bata, Miasto i gmina Szczebrzeszyn, Krosno 2001.
- Hanna Lawera, Artur Bata, Zaklików – gmina na szlaku historii, Krosno 1999.
- Hanna Lawera, Artur Bata, Harasiuki – gmina nad Tanwią, Krosno 1999.
- Hanna Lawera, Artur Bata, Tomasz Brytan, Powiat Biłgorajski, Krosno 2000.
- Hanna Lawera, Artur Bata, Jerzy Harasimczyk, Gmina Stryszawa, Krosno 2002.
- Artur Bata, Historia wsi i parafii Łączki Jagiellońskie, Prac. Wydaw. Fotograf. „Apla”,, Wojkówka 2012

## Artykuły
- Benedykt Gajewski, Artur Bata: Na tropach Żubryda, Podkarpacie. 1987, nr 2,
- Artur Bata: Kościół czy cerkiew?, Profile 1983 nr 5 s. jeszcze o konflikcie w Polanach.
- Artur Bata: Jak zginął generał?, Podkarpacie. 1989 nr 46
- Artur Bata: Na bieszczadzkim szlaku. [Cisna]. Podkarpacie 1972 nr 32
- Artur Bata: W Myczkowcach. Podkarpacie 1972 nr 30
- Artur Bata: Z Grecji w Bieszczady. Podkarpacie 1990 nr 44
- Artur Bata: Karczma na rozstajach. Widnokrąg Tygodnik społeczno - kulturalny 1982 nr 10